# Planalto Superior do Reno
O Planalto Superior do Reno (em alemão:  Oberrheinische Tiefebene ou Oberrheingraben) é um rifte, de aproximadamente 350 km de comprimento e com média de 50 km de largura, entre as cidades de Frankfurt am Main/Wiesbaden ao norte e Basileia ao sul.